# Eiland van Schalkwijk

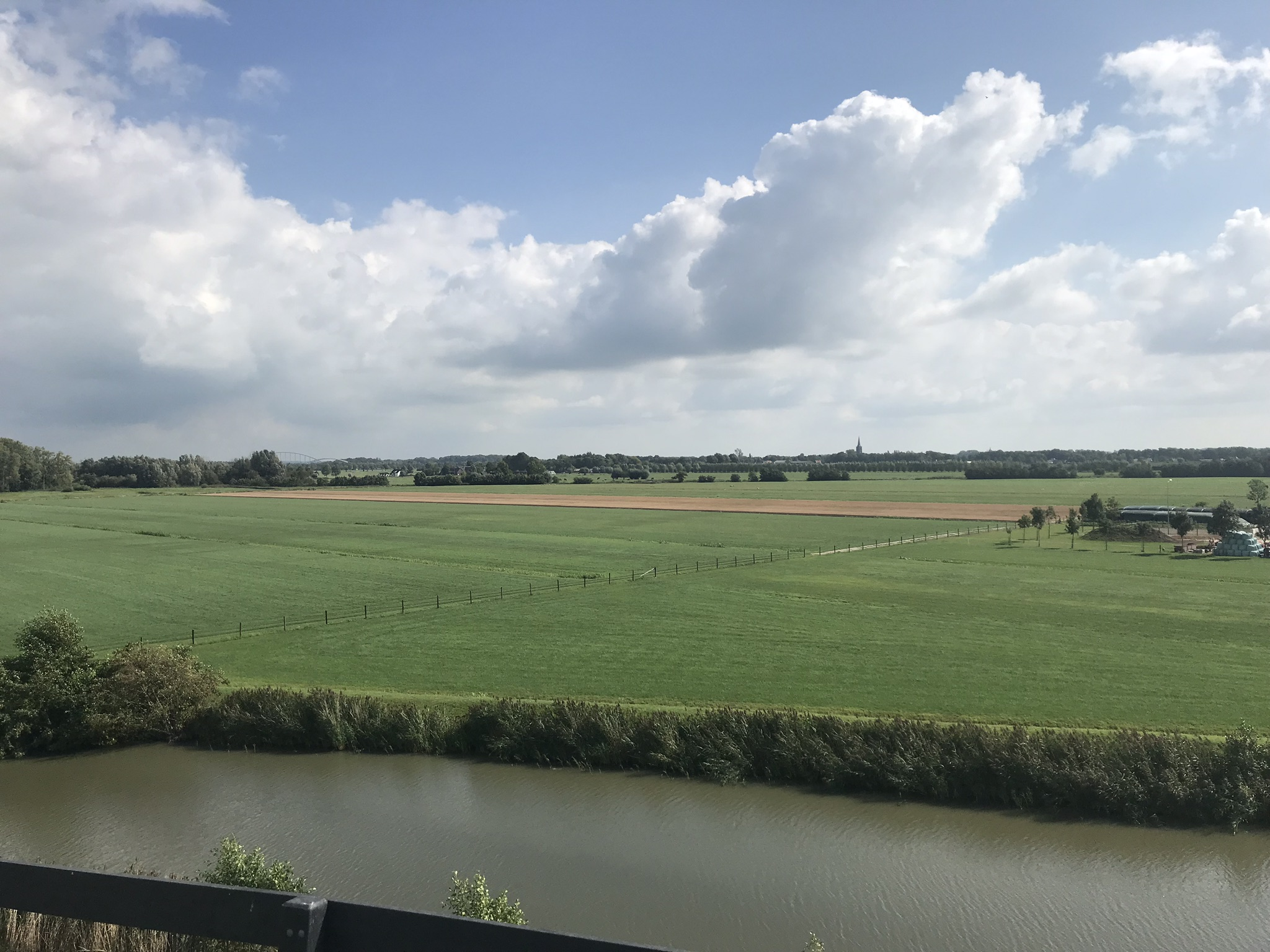
Eiland van Schalkwijk, polderlandschap, zicht op Schalkwijk

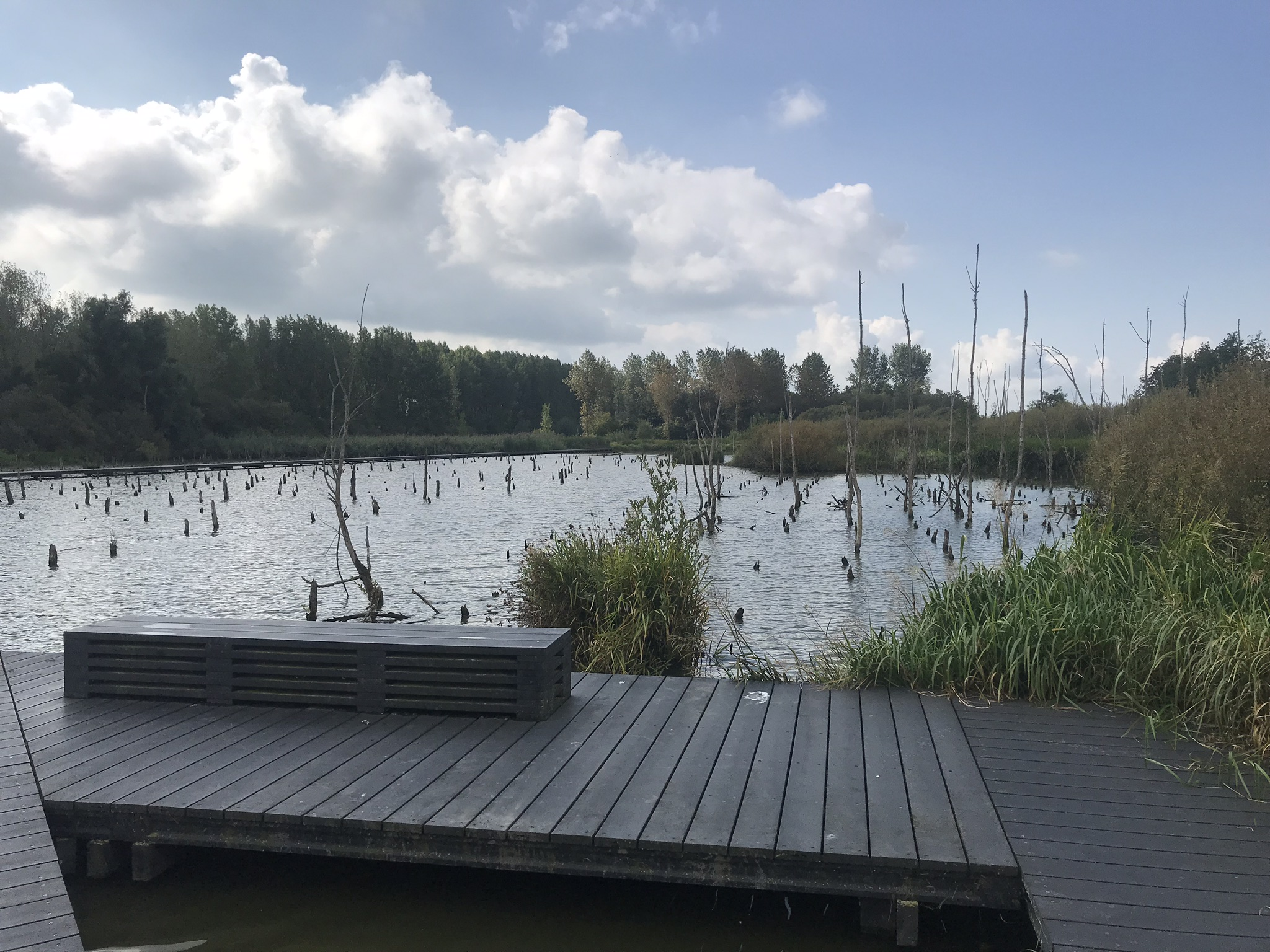
Eiland van Schalkwijk, Het Verdronken Bos

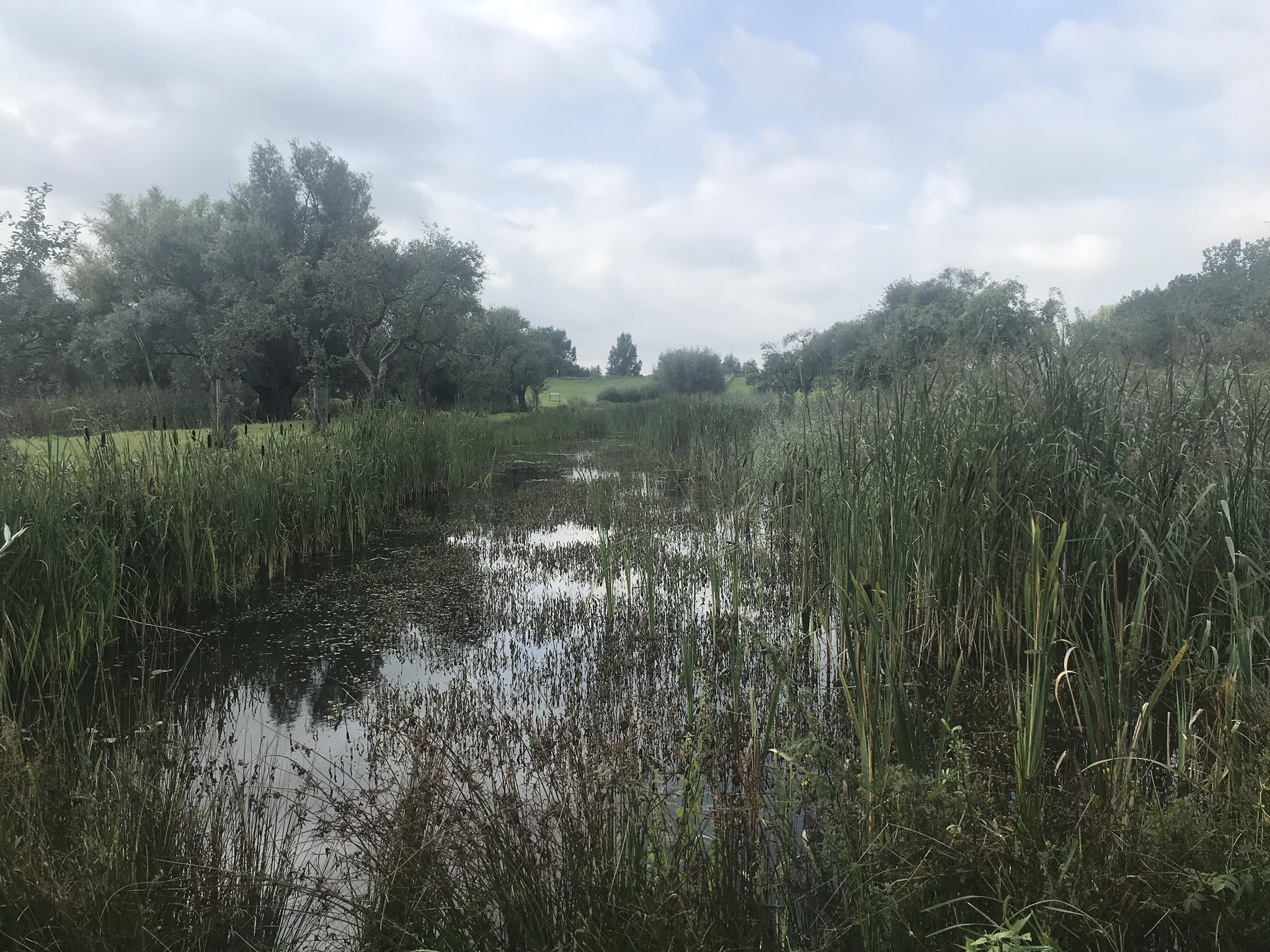
Watergang op Eiland van Schalkwijk

Het Eiland van Schalkwijk is een agrarisch poldergebied aan de zuidkant van de Gemeente Houten in de provincie Utrecht. Het wordt aangeduid als eiland, omdat het wordt omkaderd door water: de Lek, het Amsterdam-Rijnkanaal en het Lekkanaal. 
Zo'n 1000 jaar geleden bestond het gebied overwegend uit moeras. In de 11e en 12e eeuw is de inpoldering begonnen. De centraal gelegen polders en de beide dorpen Schalkwijk en Tull en 't Waal dateren uit de 13e en 14e eeuw. In de hoger gelegen gebieden langs de Lek was al rond het begin van de jaartelling sprake van bewoning. Het gebied heeft unieke natuurlijke vormen en een geheel eigen karakter. Diverse cultuurhistorische monumenten duiden op de lange geschiedenis.
Het gebied maakt ook onderdeel uit van de Nieuwe Hollandse Waterlinie. Dit was een verdedigingslinie tussen Muiden en de Biesbosch van 85 kilometer lang. Water werd benut als verdedigingswapen. Als de vijand naderde, konden stroken weiland tussen Muiden en de Biesbosch onder water gezet worden, de zogenaamde inundatie. De doortocht door de vijand werd daardoor bemoeilijkt. De linie deed dienst van 1815 tot ongeveer 1940. De belangrijkste forten op het Eiland van Schalkwijk zijn Fort Honswijk, Werk aan de Korte Uitweg, Werk aan de Waalse Wetering en Lunet aan de Snel. Fort Honswijk is sinds enkele jaren eigendom van de Gemeente Houten. Van de verdedigingslinie in de omgeving maken verder onder meer het kazemattencomplex Werk aan de Groeneweg en het Waterbergings- en inundatiegebied Blokhoven deel uit. 
Het eiland is rijk aan fietspaden, wandelwegen, kampeermogelijkheden en visplaatsen. Aan het begin van deze eeuw is bij Tull en ’t Waal langs de noordzijde van de Lek een omvangrijk oeverrecreatiegebied gecreëerd met natuurlijke strandjes aan de waterkant en recreatieweiden.